# Hnos. García Jiménez
La ganadería de Hnos. García Jiménez es una ganadería española de reses bravas, fundada en el año 1987 por Teodoro Matilla, reconocido empresario taurino. En el año 1991 la puso a nombre de sus hijos, eliminó todo el ganado anterior y le añadió vacas y sementales de Jandilla y Juan Pedro Domecq. Pasta en la finca “Zarzosillo de Arriba”, situada en el municipio de El Cabaco, en la provincia de Salamanca; está inscrita en la Unión de Criadores de Toros de Lidia.

## Origen e historia de la ganadería
El reconocido ganadero José María Benjumea Vecino forma una ganadería hacia 1832 con reses de José Vázquez de Sevilla. Después de su muerte pasa a nombre de sus hijos y desde 1876 se lidian con el nombre de sus herederos. José Torres y Díez de la Cortina les compra parte de la vacada, con la que forma su propia ganadería. En 1901 la adquiere don Luis Gamero Cívico, creador del encaste homónimo, que elimina todo el ganado procedente de Benjumea traspasándolo más tarde a su hermano José. Años después, José la vendió y fue pasando por diversas manos durante la primera mitad del siglo XX: Goyzueta Hermanos en 1918, Andrés López Chaves en 1920, Fabián Mangas en 1926, Lorenzo Rodríguez en 1928 y Juan Sánchez Tabernero en 1942. Fue adquirida por Francisco Ramírez y Bernaldo de Quirós en 1950, y tras su fallecimiento en 1953 la llevan sus herederos hasta 1957, cuando hacen una división y uno de los lotes se va para Carmen Ramírez Zurbano. Durante los años 70 y 80 pasó por sucesivas manos; en 1985 fue adquirida por Antonio Borrero García y la anuncia como Villalba.
En 1987 el empresario y apoderado taurino salmantino Teodoro García González, más conocido como Teodoro Matilla por el nombre de su pueblo, Matilla de los Caños del Río, le compra la ganadería a Antonio Borrero y lidia a nombre de sus hijos HNOS. GARCÍA JIMÉNEZ, añadiendo dos años años después vacas de Peñajara. En 1991 decide cambiar el rumbo, elimina todo lo anterior y la forma con vacas y sementales de Jandilla y Juan Pedro Domecq Solís.

### Toros célebres
| Nombre   | Número | Capa     | Peso   | Fecha de lidia | Plaza de toros  | Torero          | Observaciones   | Ref.                 |
| -------- | ------ | -------- | ------ | -------------- | --------------- | --------------- | --------------- | -------------------- |
| Aguileño | 32     | Negro    | -      | 10-09-2007     | Aranda de Duero | El Fandi        | Indultado       | [ 10 ]               |
| Filósofo | 32     | Colorado | 530 kg | 14-09-2014     | Murcia          | Enrique Ponce   | Indultado       | [ 11 ] [ 12 ] [ 13 ] |
| Filósofo | 65     | Negro    | 538 kg | 24-04-2023     | Maestranza      | Emilio de Justo | Vuelta al ruedo | [ 14 ]               |

## Características
La ganadería está formada con toros y vacas de Encaste Juan Pedro Domecq procedentes de Jandilla y de Juan Pedro Domecq Solís. Atienden en sus características zootécnicas a las que recoge como propias de este encaste el Ministerio del Interior:
- Toros elipométricos y eumétricos, más bien brevilíneos con perfiles rectos o subconvexos, con una línea dorso-lumbar recta o ligeramente ensillada; y la grupa, con frecuencia, angulosa y poco desarrollada y las extremidades cortas, sobre todo las manos, de radios óseos finos.
- Bajos de agujas, finos de piel y de proporciones armónicas, bien encornados, con desarrollo medio, y astifinos, pudiendo presentar encornaduras en gancho. El cuello es largo y descolgado, el morrillo bien desarrollado y la papada tiene un grado de desarrollo discreto.[16][17]
- Sus pintas son negras, coloradas, castañas, tostadas y, ocasionalmente, jaboneras y ensabanadas, estas últimas por influencia de la casta Vazqueña. Entre los accidentales destaca la presencia del listón, chorreado, jirón, salpicado, burraco, gargantillo, ojo de perdiz, bociblanco y albardado, entre otros.

## Olga Jiménez

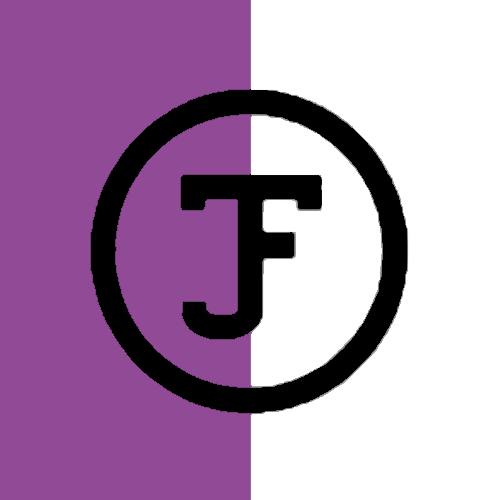
Hierro y divisa de la ganadería Olga Jiménez, también propiedad de Hnos. García Jiménez.

Se empieza a formar hacia 1940 por Remigio Thiebaut con vacas del Conde de la Corte y un semental de Domingo Ortega, y también otras reses de la ganadería de Urcola. Después de un año la pone a nombre de su esposa Teresa Oliveira, y hacia el año 1968 vuelve a cambiar nuevamente de nombre y empieza a llamarse El Campillo. La familia Thiebaut Oliveira la mantendrá en propiedad hasta mediados de los años 80, cuando va pasando por sucesivas manos hasta 1998, cuando es adquirida por Olga Jiménez Fernández, esposa de Teodoro Matilla. Olga cambia el hierro y la divisa y elimina todo el ganado del Conde de la Corte y Domingo Ortega, formando su ganadería con reses procedentes de la de sus hijos HNOS. GARCÍA JIMÉNEZ; es un hierro más de esta última, también pasta en “Zarzosillo de Abajo” y también está inscrito en la Unión de Criadores de Toros de Lidia. En el año 2014 se indultó el primer toro de este hierro; se llamaba Filósofo y fue indultado por Enrique Ponce en la plaza de toros de La Condomina de Murcia el 14 de septiembre de 2014, siendo el cuarto toro indultado por el diestro valenciano en el coso murciano.

## Peña de Francia

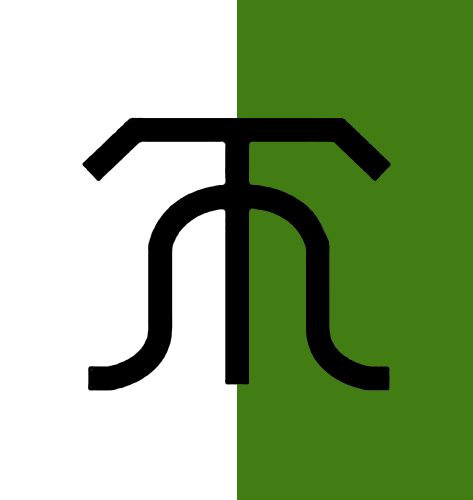
Hierro y divisa de la ganadería Peña de Francia, también propiedad de Hnos. García Jiménez.

Fue creada en 1996 por los Hnos. García Jiménez con vacas y sementales de su ganadería, de origen Atanasio Fernández y Juan Pedro Domecq. Más tarde eliminan todo el ganado de Atanasio y dejan únicamente el ganado de Domecq. Pasta, al igual que los otros hierros, en “Zarzosillo de Abajo”, haciéndolo además en otra finca situada en el término del también municipio salmantino de Matilla de los Caños del Río, bautizada como “El Pocito”. También está inscrita en la Unión de Criadores.

## Premios y reconocimientos
- 2009: Premio “Toro de Oro” de la Junta de Castilla y León por Raleo, lidiado por Miguel Ángel Perera en Salamanca durante la Feria taurina de la Virgen de la Vega 2009.[26][27][28]